# Championnat de Tunisie de football 1983-1984
Navigation
Saison précédente Saison suivante
La saison 1983-1984 du Championnat de Tunisie de football était la 29e édition de la première division tunisienne à poule unique, la Ligue Professionnelle 1. Les quatorze meilleurs clubs tunisiens jouent les uns contre les autres à deux reprises durant la saison, à domicile et à l'extérieur. En fin de saison, les 2 derniers du classement sont relégués et les 2 meilleurs clubs de Ligue Professionnelle 2 sont quant à eux promus en D1.
Le CA bizertin remporte son premier titre de champion de Tunisie au terme d'un des championnats les plus serrés de son histoire; les 4 premiers se tiennent en un point. Le CA bizertin devance son dauphin, le Stade tunisien, uniquement grâce à une meilleure différence de buts. Le tenant du titre, le CS sfaxien, ne prend que la 8e place à 13 points du duo de tête.

## Les 14 clubs participants
| - Sfax railway sport - Stade sportif sfaxien - Promu de LP2 - Club africain - Espérance sportive de Tunis - Étoile sportive du Sahel - CA bizertin - Club Sportif de Hammam-Lif | - Union sportive monastirienne - Stade tunisien - CS sfaxien - Stade soussien - Promu de LP2 - Avenir sportif de La Marsa - Stade gabésien - Jeunesse sportive kairouanaise |

## Compétition

### Classement
Le barème de points servant à établir le classement se décompose ainsi :
- Victoire : 3 points
- Match nul : 2 points
- Défaite : 1 point

| Rang | Équipe                         | Pts | J  | G  | N  | P  | Bp | Bc | Diff |
| ---- | ------------------------------ | --- | -- | -- | -- | -- | -- | -- | ---- |
| 1    | CA bizertin                    | 62  | 26 | 14 | 8  | 4  | 36 | 12 | +24  |
| 2    | Stade tunisien                 | 62  | 26 | 12 | 12 | 2  | 28 | 9  | +19  |
| 3    | Étoile sportive du Sahel       | 61  | 26 | 13 | 9  | 4  | 39 | 21 | +18  |
| 4    | Club Africain                  | 61  | 26 | 13 | 9  | 4  | 34 | 19 | +15  |
| 5    | Espérance sportive de Tunis    | 58  | 26 | 12 | 8  | 6  | 28 | 15 | +13  |
| 6    | Jeunesse sportive kairouanaise | 56  | 26 | 10 | 10 | 6  | 35 | 20 | +15  |
| 7    | Club Sportif de Hammam-Lif     | 50  | 26 | 8  | 8  | 10 | 18 | 26 | -8   |
| 8    | CS sfaxien (T)                 | 49  | 26 | 8  | 7  | 11 | 19 | 21 | -2   |
| 9    | Avenir sportif de La Marsa (C) | 48  | 26 | 6  | 10 | 10 | 27 | 38 | -11  |
| 10   | Stade sportif sfaxien (P)      | 47  | 26 | 6  | 9  | 11 | 24 | 32 | -8   |
| 11   | Sfax railway sport             | 46  | 26 | 6  | 8  | 12 | 18 | 27 | -9   |
| 12   | Union sportive monastirienne   | 45  | 26 | 5  | 9  | 12 | 25 | 30 | -5   |
| 13   | Stade soussien (P)             | 45  | 26 | 7  | 5  | 14 | 19 | 31 | -12  |
| 14   | Stade gabésien                 | 38  | 26 | 4  | 4  | 18 | 15 | 64 | -49  |

|  | Qualification pour la Coupe des clubs champions 1985                                         |
|  | Qualification pour la Coupe des Coupes 1985                                                  |
|  | Relégation directe en deuxième division                                                      |
|  | (T) Tenant du titre (C) Vainqueur de la Coupe de Tunisie (P) Club promu de deuxième division |

## Bilan de la saison
| Championnat de Tunisie de football 1983-1984 |                               |
| Champion                                     | CA bizertin (1er titre)       |
| Coupes et trophées                           |                               |
| Vainqueur de la Coupe de Tunisie 1983-1984   | Avenir sportif de La Marsa    |
| Qualifications continentales                 |                               |
| Coupe des clubs champions 1985               | CA bizertin                   |
| Coupe des Coupes 1985                        | Avenir sportif de La Marsa    |
| Promotions et relégations                    |                               |
| Promus en Ligue Professionnelle 1            | Club olympique des transports |
| Promus en Ligue Professionnelle 1            | Avenir sportif de Gabès       |
| Relégués en Ligue Professionnelle 2          | Stade gabésien                |
| Relégués en Ligue Professionnelle 2          | Stade soussien                |